# OP-Pohjola
OP (прежде назыв. OP-Group, а ещё раньше Osuuspankkiryhmä) — крупнейшая финансовая группа в Финляндии. В стране у OP-Pohjola свыше 4 миллионов клиентов, из которых по меньшей мере треть или чуть более 1 200 000 в то же время являются членами кредитного кооператива.
Группа OP-Pohjola включает 229 независимых членов — кооперативных банков и центральное уставное учреждение группы — OKO Osuuspankkien Keskuspankki Oyj (англ. OP Bank Group Central Co-operative).
Дочерние компании:
- Pohjola Bank plc (до марта 2008 OKO Bank plc), коммерческий банк, крупнейший филиал Central Co-operative.
- Helsinki OP Bank, розничные банковские услуги в районе Большого Хельсинки. Ранее Helsinki OP Bank назывался Okopankki и был дочерней компанией Pohjola Bank.
- OP-Henkivakuutus, элементарное страхование и страхование жизни
- OP-Rahastoyhtiö, паевые инвестиционные фонды
- OP-Asuntoluottopankki, ипотека
- OP-Kotipankki, необеспеченные займы
- FD Finanssidata, информационные технологии, решения для группы

## История
В октябре 2005 года банк Финляндии «OKO Osuuspankkien Keskuspankki Oyj» (OKO Bank) приобрёл часть акций финской страховой компании «Pohjola group plc», после чего компания «Pohjola» стала филиалом банка «OKO Bank».